# 碧井理乃
碧井 理乃（あおい りの、本名及び旧名：清川 遥加（きよかわ はるか）。1987年7月23日 - ）は、日本の元タレント、元モデルである。
旧名時代（2012年以前）はシンデレラ倶楽部に所属（デビュー当初はシスターモデルズに所属）、改名後はカレントに所属していた。

## 来歴
愛知県北設楽郡設楽町出身。光陵女子短期大学在学中、中京テレビの深夜のローカルバラエティ番組『TA☆RO』にTA☆ROガールズのメンバーとして2008年3月まで出演していた。
モデルとしても活動。神戸コレクションと名古屋コレクションに出演。
2011年より地元故郷の設楽町観光大使に任命された。
2012年に東京へ上京。現在の芸名に改名する。

## 人物
- 趣味は旅行とネイル

## 出演

### テレビ番組
- アクセる★ビリー!（メ〜テレ）
- めチャれんじゃ→（メ〜テレ）
- イケメン★ナゴヤ（メ〜テレ）
- TA☆RO（中京テレビ） - 2008年3月放送分まで出演。
- 光る!スポーツ研究所（メ〜テレ）

### ラジオ番組
- BUTAMICHI REAL ROCKS（ZIP-FM）
- おぎやはぎのメガネびいき（TBSラジオ）ゲスト出演
- SATURDAY GO AROUND（ZIP-FM）

## DVD
1. 純潔彼女（2013年6月20日、guild-inc）
2. Blue Love（2014年3月25日、air control）